# Niki de Saint Phalle
Niki de Saint Phalle, egentligen Catherine-Marie-Agnès Fal de Saint Phalle, född 29 oktober 1930 i Neuilly-sur-Seine nära Paris, död 21 maj 2002 i La Jolla, Kalifornien, var en fransk konstnär, bland annat känd i Sverige för sina stora och färgrika figurer med namnet "Paradiset" utanför Moderna Museet i Stockholm. 
Efter att ha arbetat som modell en tid började hon skarpt att kritisera det mansdominerade samhället och patriarkatet. Hon räknas till nyrealismen och var ganska radikal för sin tid.
Niki de Saint Phalle har gjort många verk i samarbete med maken Jean Tinguely. I Pescia Fiorentina i Toscana inrättade hon under ett par decennier, från 1979 och framåt, en skulpturpark kallad Giardino dei Tarocchi, Tarotträdgården, med de 22 figurerna i tarotkortlekens stora arkana. Hon deltog också i projektet Hon – en katedral 1966.

## Saint Phalle i kulturen
Den tyske filmaren Peter Schamoni gjorde 1996 dokumentärfilm Wer ist das Monster – du oder ich? om Niki de Saint Phalle och Jean Tinguely.

## Galleri

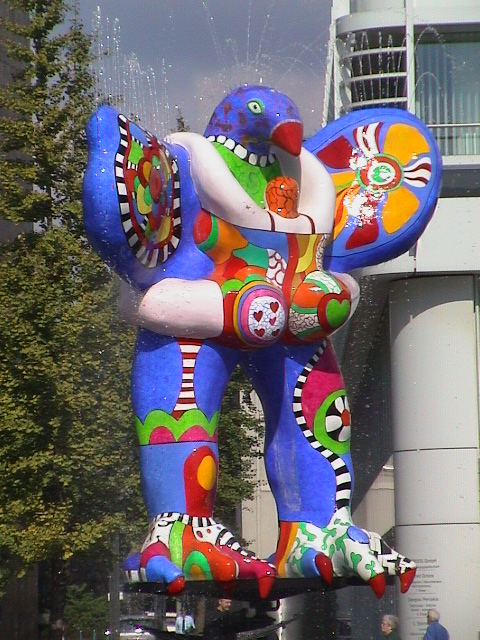
Lifesaver-fontänen i Duisburg
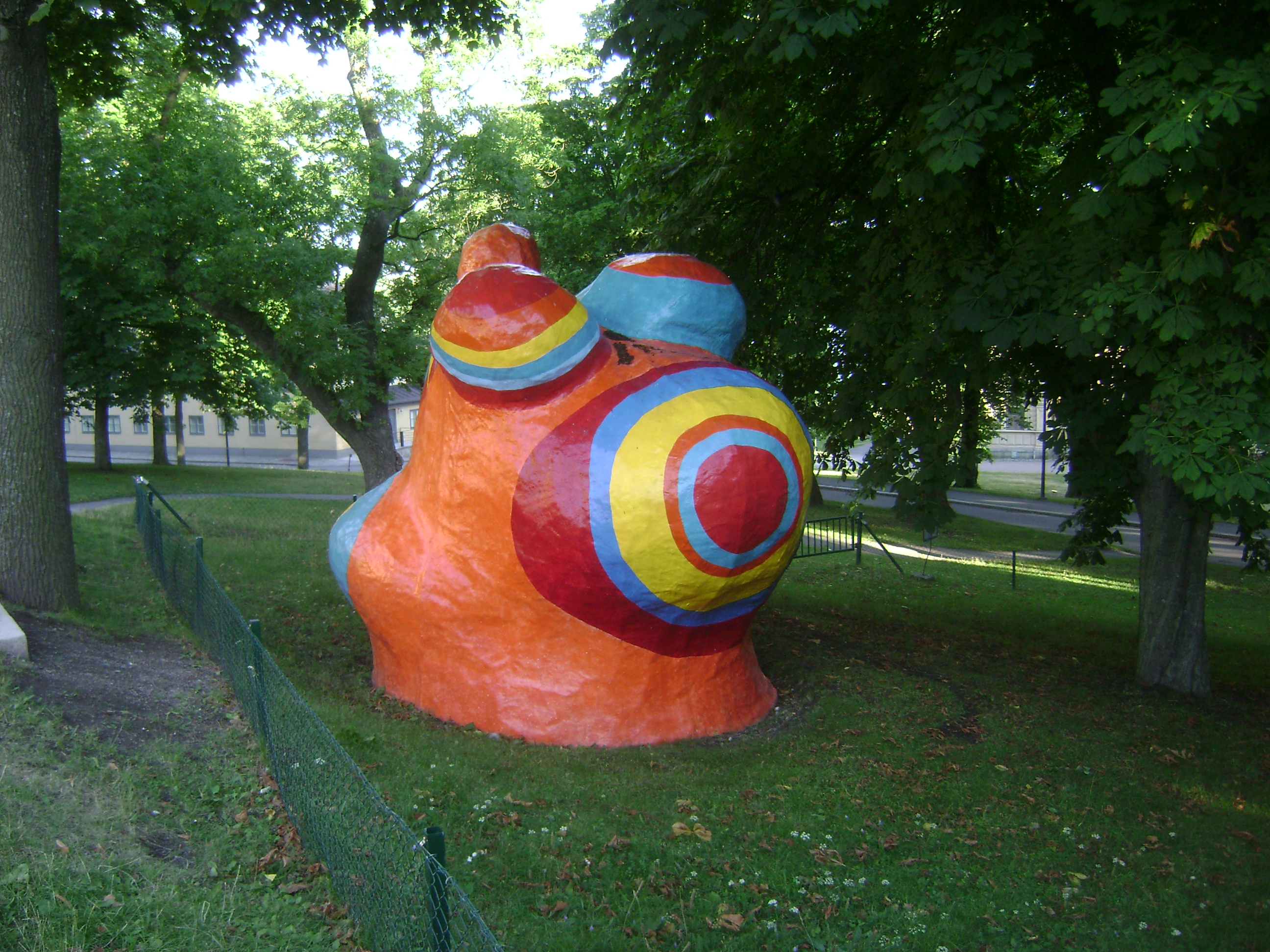
”Paradiset” vid Moderna museet i Stockholm
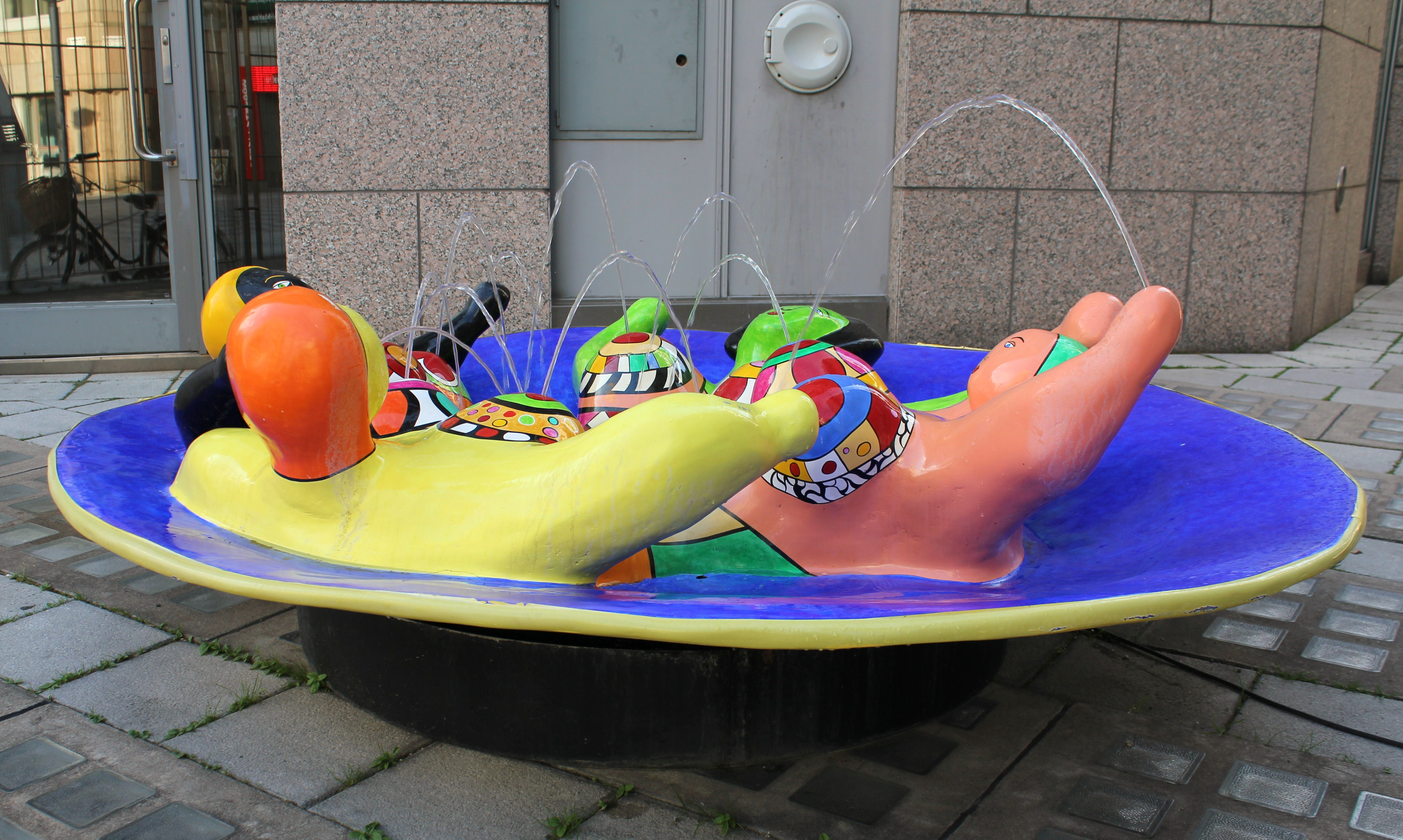
Fontänskulpturen ”Nana fontaine” vid Söder torn, Stockholm